# Suhail Shaheen
Muhammad Suhail Shaheen (em pachto: محمد سہیل شاہین) é um político e jornalista afegão que atualmente serve como porta-voz do Talibã no escritório político de Catar. Ele editou em inglês o jornal The Kabul Times durante a existência do Emirado Islâmico do Afeganistão e antes de ser nomeado para a Embaixada do Afeganistão no Paquistão.
Nascido na província de Paktia, Shaheen estudou na Universidade Islâmica Internacional em Islamabad e na Universidade de Cabul e é conhecido como orador e escritor prolífico em inglês e urdu.